# Diáspora haitiana
O Haiti possui uma grande diáspora, presente principalmente na República Dominicana, Estados Unidos, Canadá, Cuba, Bahamas, França. Como também em outros países - Bélgica, Jamaica, ilhas Turks e Caicos, México, Ilhas Virgens dos EUA, Brasil e Chile.
Nos Estados Unidos, estima-se 996.987 pessoas de ascedência a Haitiana, de acordo com o Censo de 2010, um número estimado de 500.000 à 800.000 Haitianos vivem na República Dominicana, no Canadá, existe comunidade Haitiana de cerca de 200.000.. Há 105.000 Haitianos no Chile, a comunidade Haitiana na França possui cerca de 90.000 membros, e pelo menos 80.000 Haitianos vivem hoje nas Bahamas.

## América Do Norte

### Panorama geral
Jean Baptiste Point du Sable, um imigrante de Saint-Domingue (atual Haiti), fundou o primeiro assentamento não-indígena no que é hoje a cidade de Chicago, Illinois, a terceira maior cidade dos Estados Unidos. O Estado de Illinois e a Cidade de Chicago reconheceram du Sable como o fundador de Chicago no dia 26 de outubro de 1968.
Em janeiro de 2010, o Primeiro-Ministro Canadense , Stephen Harper, anunciou que o Canadá vai instituir um mecanismo rápido de imigração, para ajudar Haitianos refugiados do terremoto. a Secretária de Segurança Interna dos Estados Unidos, Janet Napolitano, anunciou que o número estimado de 100.000 a 200.000 haitianos "não legalizados nos Estados Unidos", receberiam um formulário de asilo chamado status de proteção temporária (TPS) após o terremoto de 12 de janeiro de 2010. Milhares de sobreviventes do terremoto no Haiti, incluindo crianças órfãos, poderiam ser transferidas para os EUA após o terremoto. O Senegal está oferecendo parcelas de terra – até mesmo toda uma região – para pessoas afetadas pelo terremoto no Haiti.
Há uma significativa população haitiana na Flórida do Sul, especificamente em Miami, no enclave de Little Haiti. Nova Orleães possui laços históricos com o Haiti, que remontam à Revolução Haitiana. A Cidade de nova York, especialmente em Flatbush, East Flatbush e Springfield Gardens, tem uma próspera comunidade imigrante, com a segunda maior população de haitianos dos estado do país. Há grandes e ativas comunidades Haitianas em Boston; Spring Valley (Nova Iorque); Nova Jérsia; Washington, D.C.; Providence; Geórgia; Connecticut e Pensilvânia. Há também grandes comunidades Haitianas em Montreal, Canadá; Paris; Havana; San Juan, Puerto Rico e Kingston.
Anténor Firmin foi um antropólogo haitiano do século XIX, talvez o primeiro negro antropólogo, e escritor precoce da negritude, que influenciou no século XX o antropólogo estadunidense Melville Jean Herskovits.
Michaëlle Jean, o ex-governador-geral do Canadá e agora Secretário-Geral da Organização Internacional da Francofonia, foi um dos refugiados do Haiti, que veio para o Canadá em 1968, com a idade de 11 anos.
Imigrantes haitianos têm constituído um notável segmento nas sociedades Americanas e Canadenses, que datam de antes Revolução Haitiana, em 1804. A proximidade do Haiti com os Estados Unidos, e seu status de república negra, contribuíram para esta relação nos anos antes da Guerra de Secessão. Muitos influentes colonos Americanos e negros libertos, incluindo Jean Baptiste Pointe du Sable e W. E. B. Du Bois, eram de origem Haitiana.
Nos tempos modernos, a emigração em grande escala do Haiti para os Estados Unidos se deu principalmente desde o final da década de 1950–início da década de 1960, logo depois de François Duvalier ("Papa Doc") tornar-se o ditador do Haiti. A repressão política que caracterizou o regime de Duvalier, forçou um grande número de Haitianos à procurar um lugar mais seguro nos Estados Unidos. A continuidade da situação de opressão política, dificuldades económicas e falta de oportunidade sustentou a unidade de contingentes de imigrantes Haitianos fora de sua terra natal, durante as décadas de 1970, 1980 e 1990

### Educação étnico-cultural
De acordo com o 2014-2015 da Língua inglesa, Demográficas Relatório publicado pela NYC Departamento de Educação, 3,031 os Aprendizes da Língua inglesa (Ell) nas escolas K-12 em Nova Iorque, falar Crioulo Haitiano, tornando-o o sexto mais comum, a língua nativa de Ell municipal e o quinto mais comum a língua falada em casa do Brooklyn ELLs. por causa da grande população de Crioulo Haitiano alunos falantes de dentro de NYC escolas, várias organizações foram criadas, para responder às necessidades destes alunos. Por exemplo, Flanbwayan e Gran Chimen Sant'Kiltirèl, ambos localizados no Brooklyn, em Nova York, tem por objetivo promover a educação e a cultura Haitiana, através da advocacia, projetos de alfabetização, cultural e artística. Outros educadores têm chamado para uma pedagogia culturalmente relevante para melhor atender as necessidades do Crioulo Haitiano-falando de Ell. Por exemplo, observando o valor intrínseco do fundo cultural do conhecimento em compreensão de leitura, Kristen L. Oscarsson empregado Haitiano contos, com um grupo de 4º e 5º ano os alunos do Haiti nos estados unidos como um método de melhorar os seus índices de alfabetização. No final de seus 12 semanas de estudo, a maioria dos seus alunos as habilidades de leitura aumentou, pelo menos, um nível de grau, com algum aumento de duas ou duas e meia níveis de grau.

### Miami
O documentado Haitiano-Americano população do Condado de Miami-Dade, Flórida, com base em registros do governo, é de aproximadamente 100.000 habitantes. No entanto, quando um dos fatores no atestado sub-representação dos dados do Censo, bem como o número de imigrantes em situação irregular, não há boa razão para acreditar que os líderes comunitários e tecnocratas que trabalham com a comunidade Haitiana não é errado colocar população Haitiana em mais de 200.000. Um grande contingente de Haitianos podem estar vivendo em Miami em situação irregular. Haitiano de pessoas em busca de asilo político e/ou econômico oportunidade de ter vindo a chegar na Flórida costas, desde o início da década de 1970.

#### Little Haiti
Os haitianos estabeleceram-se em Edison/Little River área de Miami, que eventualmente veio a ser conhecido como Little Haiti. Uma vez que eles são capazes, alguns acabam se movendo para fora de Little Haiti para o município vizinho do Norte de Miami, onde um número relativamente grande segmento de imigrantes Haitianos, da baixa classe média do plano de fundo muda. Por outro lado, Miami também está enfrentando uma nova onda de imigração Haitiana, desta vez vindo do Nordeste dos Estados Unidos (Nova Iorque e Boston), o centro-Oeste (Chicago), e Montreal, Quebec, Canadá. Este particular grupo de Haitianos que é composta principalmente de classe média, pessoas que se mudar para a Flórida, devido ao seu clima e à sua proximidade com o Haiti. Esses novos moradores, muitas vezes, vivem em bairros de classe média como Miami Shores, North Miami Beach, El Portal, e Miami Gardens.
Independentemente da presença da classe média Haitianos, Miami é considerada a cidade que recebeu (e continua a receber) o maior segmento de classe baixa Haitianos, que consiste dos camponeses pobres de andeyò (rural) e a população urbana. Muitos desses Haitianos encontraram uma nova vida na a Edison/Little River seção de Miami, um dos mais antigos bairros da cidade. Logo depois, esta área ficou conhecida como Little Haiti, e agora é uma das mais conhecidas comunidades Haitianas nos Estados Unidos. De norte a sul, Little Haiti, estende-se a partir de 84 Rua para 36th Street; a partir de oeste para leste, é de dez blocos de largura, estendendo-se desde a 6th Ave, NW a 4ª Ave, NE. É atravessada por dois grandes norte-sul eixos: Miami Avenue, e a Second Avenue NE renomeado Avenida Morrisseau-Leroy após o respeitado escritor Haitiano que defendeu a causa dos (Haiti) Crioulo na literatura, e que passou os últimos anos de sua vida em Miami, até sua morte, no final do verão de 1998. As principais vias de comunicação que atravessam leste/oeste, são 36º, 54, 62, 79 Ruas. Estimativas da população de Little Haiti variam entre 40.000 a 55.000. Little Haiti também é considerada uma das áreas mais pobres do Condado de Miami-Dade. As figuras a seguir foram lançados pela Edison/Little River Bairro, Programa de Planejamento (1994-96): A renda per capita é de r $5,693, a renda familiar média é de r $14,142, e perto de metade da população vive abaixo do nível de pobreza. Cidade esforços do governo estão em andamento para revitalizar o bairro, através da criação de longo prazo de desenvolvimento econômico e melhoria da habitação e infra-estrutura. A Cidade de Miami tem estabelecido em Little Haiti, um bairro do centro de serviço (juntamente com os outros em toda a área metropolitana), conhecido como Bairro de Aprimoramento de Equipes (LÍQUIDO) para resolver os problemas sociais da comunidade.

#### Delray Beach
Delray Beach, Flórida, tornou-se-NOS a cidade com o maior percentual de população Haitiana nos Estados Unidos. Mais do que apenas números absolutos, a comunidade Haitiana também cresceu geograficamente, econômica e socialmente; estender-se mantendo relativamente baixo perfil na comunidade que adotou como sua própria. Este crescimento tem paralelo a incrível reviravolta econômica de Delray Beach como um município. Ele representa o despertar de uma comunidade que por muito tempo viveu à sombra de seu maior vizinho, em Miami. O impressionante crescimento trouxe também sobre algumas tensões dentro da comunidade Haitiana e na comunidade, interações com outros residentes da Delray Beach.

#### Visibilidade étnica
A maioria das empresas do Haiti em Little Haiti são encontrados ao longo das principais artérias principais, mencionados acima; como os de Nova York, eles são, sem sombra de dúvidas Haitiano com nomes como Bel Fouchèt, Piman Bouk, Les Cousins, Libreri Mapou, e Cayard Mercado. Eles incluem restaurantes, supermercados, estabelecimentos de limpeza a seco, sob medida e reparação de sapatos lojas, transporte e empresas de transferência de dinheiro, botânicas (lojas que vendem principalmente religiosa/espiritual objetos, incluindo Vodu artefatos), entre outros. Little Haiti é o coração da comunidade Haitiana em Miami.

### Boston
Boston tem atraído um número significativo de imigrantes do Haiti por mais de 40 anos. Este chegada com o tempo de Haitianos em Boston correspondeu às várias ondas de migração, que vieram para os Estados Unidos, do Caribe país desde a década de 1950. A maior destas ondas migratórias no final da década de 1950, 1960 e 1970 fluíram para a área metropolitana de Nova Iorque. Desde o final da década de 1970, o maior destino expandiu-se para incluir o Sul da Flórida.
Os haitianos estabeleceram-se em seções dentro do Boston limites da cidade e a sua área circundante. A localização e a difusão da população, adotou-se o crescimento da comunidade. Altamente concentrado na cidade no primeiro, de Boston, os Haitianos lentamente expandida para os municípios vizinhos, e, mais recentemente, para longínquos subúrbios. Há, por exemplo, um número significativo da população em Brockton, Randolph, e Malden. A área de maior Haitiano concentração em Boston adequada em Mattapan, seguido por Dorchester, Hyde Park e Roxbury.
Blue Hill Avenue é uma importante Haitiano via. A rua é executado através de Roxbury, e Dorchester. Sua última seção, em Mattapan, é de Boston Haitiano 'centro da cidade.' Lá, a rua é pontilhada com várias empresas Haitianas. Muitos Haitianos igrejas e organizações têm a sua sede junto Blue Hill Avenue também.
Na margem norte do Rio Charles, os Haitianos se estabeleceram em Cambridge nos anos 1950 e 60. A população nesta área, agora com cerca de 7.500. Embora os Haitianos não chegar perto de Somerville, até o início da década de 1990, a comunidade de lá hoje em dia é quase tão grande como a de Cambridge. Atualmente, no entanto, o aumento do custo de vida em Cambridge e Somerville estão começando a expulsar as pessoas de meios modestos. O resultado foi a realocação de muitos desses área de Haitianos para o mais acessível cidades vizinhas de Revere, Everett, e Lynn.
Na mente da maioria dos Americanos,[carece de fontes?]
Boston é uma cidade de política, e a política, em Boston, é dominada pelo Irlandês população, particularmente a lendária família Kennedy. Hoje em dia a cidade, no entanto, onde tradicionalmente poderosos população branca tornou-se recentemente uma minoria, outro grupo de imigrantes Haitianos — encontrou-se em posição de desempenhar um papel importante na construção de instituições, a começar empreendimentos e construção de amplas coalizões políticas com outros grupos.
A forte base organizacional da comunidade é evidente a partir do amplo leque de entidades públicas e privadas que servir a ele. Para aqueles que têm seguido a comunidade da evolução, é de se estranhar que os Haitianos em Boston estão começando a desenvolver-se em um emergentes, local de força política. Uma variedade de actividades empresariais estabelecidos na população Haitiana tem sido muito bem sucedida na área de Boston. Atividades com foco em serviços de alimentação (catering e restaurantes), a transferência de dinheiro de impostos, preparação, de gestão financeira e estão entre as mais comuns, atraindo o interesse e a sustentar o sucesso. Essas empresas atendem as necessidades de qualquer recém-chegado e população em rápido crescimento. Empresários haitianos têm estabelecido as empresas, através do metro de Boston região. Mattapan de Dorchester, em ambos os lados da Colina Azul Avenida, eles são em maior profusão.
Muitos dos primeiros imigrantes do Haiti foram profissionais qualificados, que passou a tornar-se localmente proeminentes advogados, médicos e educadores. Em números crescentes, imigrantes Haitianos que estão trabalhando na região do sistema de cuidados de saúde, nomeadamente os enfermeiros. Um líder da comunidade sugere que uma visita a uma casa de repouso na área de Boston encobria o fato de que 75% das pessoas que trabalham lá são Haitianos.[carece de fontes?]
Outras áreas comuns do emprego incluem cargos com o de empresas de alta tecnologia ao longo da Rota 128, bem como cargos de professores de ensino fundamental e médio.
A comunidade Haitiana em Boston, agora, quase 50 anos de idade, foi ajustado para várias ondas de imigração, cada um trazendo pessoas com diferentes sócio-econômica, interesses e necessidades. Membros da comunidade de hoje, incluem uma variedade de gerações e indivíduos que tiveram radicalmente diferentes experiências de vida, variando de 70 anos, o homem que chegou no final da década de 1950 a 10 anos, de terceira geração criança que nunca foi para o Haiti. Encontrar os pontos comuns entre os diversos membros da população é um problema na comunidade é outra, ditada pelo menos em parte, pela geografia. Como os Haitianos espalhados por toda a área metropolitana, eles estão se tornando um pouco economicamente segmentado, com o colarinho azul, de baixa classe média e da população em lugares como Mattapan ou Somerville confrontando bastante diferentes problemas e desafios, mais do colarinho branco, de classe média-alta de famílias em lugares como Randolph no exterior franjas da região metropolitana.

### New Jersey
Nova Jersey é também o lar da terceira maior população de Haitianos nos Estados Unidos depois da Flórida, Nova York e Boston. Existem várias áreas de Nova Jersey, que as comunidades de Haitianos que vivem. A maior está no Norte de Jersey, onde a população é visível em todo o Condado de Essex cidades de Irvington, Laranja, East Orange, Newark concentradas na área de Vailsburg. Outras áreas do Norte de Jersey, onde um Haitiano presença é visível estão em Elizabeth, Bayonne, e Jersey City. Há também uma crescente população nos subúrbios de Essex e da União, no Condado de West Orange, Maplewood, Roselle e União. Outras populações crescentes da comunidade Haitiana pode ser visto no Centro e Sul de Jersey, especificamente em Asbury Park, Trenton, Willingboro e o Pleasantville/Atlantic City área.
A visibilidade de Haitianos que vivem em Nova Jersey, especialmente no Norte da camisa pode ser visto em diferentes empresas como a música lojas, supermercados, restaurantes, padarias, bares, beleza e barbearias, agências de viagens, imposto sobre as empresas, empresas de transporte, empresas de transferência de dinheiro, e uma miscelânea de outras empresas, os quais exibem as suas lealdades para seu país de origem. Aqueles que são encontrados ao longo de toda a Rua Principal, a Avenida Central em Laranja e East Orange, ao longo de Springfield, Stuyvesant e Clinton Avenidas em Irvington e ao longo de South Orange Avenue, em Newark e East Orange. Haitiano-Americano da juventude, são especialmente visíveis no colegiado de instituições, tais como Universidade de Rutgers, Kean University e Montclair State University , onde muito ativo estudante Haitiano organização está presente no campus.

### Filadélfia
Próximo à cidade de nova YORK/New Jersey/Connecticut/Massachusetts, área de Filadélfia tornou-se também o lar de um número crescente de Haitianos. Como muitos outros grupos, o menor custo de vida na Filadélfia, atraiu muitos imigrantes que entraram nos EUA através de Nova York. Há um grande número de Haitianos no Norte da Filadélfia, Nordeste, e alguns em outras áreas, como a de Olney, Oriente Mount Airy, Chestnut Hill, e a Oeste de Filadélfia. O conservador número de Haitianos em Filadélfia é de 30.000.

### Chicago
Há dois eleitos Haitiano-Americano oficial em Chicago, um vereador em Evanston, um subúrbio que atravessa o lado norte da cidade, onde muitos imigrantes Haitianos que se instalaram e senador do estado, Kwame Raoul. Lionel Jean-Baptiste, um advogado, em consultório particular, foi eleito vereador em Evanston, eua, em 3 de abril de 2001, tornando-se o primeiro Haitiano-Americano, no estado de cargos públicos. De 8.000 moradores, em sua ala, apenas cerca de uma centena de são Haitiano e apenas cerca de 30 deles eleitores, mas isso não impediu que os Haitianos em toda a região de reclamar-lhe como a sua própria. Oitenta por cento do financiamento para a sua campanha veio do Haiti doadores. Ainda assim, a comunidade tem tido dificuldade em afirmar-se.
De fato, Illinois, Haiti população de cerca de 15.000 é muito menor que a do Haiti comunidades na Costa Leste. Há cerca de meio milhão de Haitianos em Nova York, Nova Jersey e Connecticut região, cerca de 250.000 na Flórida, e cerca de 70.000 em Massachusetts[carece de fontes?]
. Ao contrário daqueles estados, Illinois comunidade Haitiana é amplamente dispersos, com pequenos enclaves de profissionais Haitianos, médio e pessoas da classe trabalhadora e os pobres, os indocumentados refugiados espalhados em pequenos grupos e em torno de Chicago. Não há um Little Haiti bairro aqui, como em Miami, para agir como um voto de bloco.

### Atlanta
Atualmente já existe um considerável comunidade Haitiana em Atlanta. E é, de fato, crescendo a um ritmo rápido. Ao contrário da maioria dos outros Haitiano-Americana de centros, porém, Atlanta não tem um bairro central onde está localizado. A comunidade, como a cidade, estende-se consideravelmente ao longo de uma grande área. Isso, de certa forma difusão da população do Haiti tem sido um obstáculo para a capacidade de a comunidade se organizar. Neste momento, porém, a maré parece estar virando, como um número de questões são de galvanização a comunidade e trazendo-a para mais perto. Alterações nos fluxos de migração de Haitianos para Atlanta, de conscientização de âmbito nacional Haitiano-Americano problemas e o bicentenário da independência do Haiti, em 2004, foram todos fatores que contribuem para a solidificação de Atlanta espalhados população Haitiana.
A comunidade Haitiana é distribuído sobre a grande, a maior área metropolitana de Atlanta. Porque não há nenhuma área dentro do metropolitan vastidão onde os Haitianos que se estabeleceram, não há nenhum específico do Haiti área comercial. Os haitianos viver, trabalhar e fazer compras ao longo de toda a região de Atlanta, que agora inclui o entorno de Gwinnett, Cobb, Douglas, Dekalb, e Clayton municípios. Dentro desses municípios, viver, trabalhar, e fazer compras em cidades como cidade de lawrenceville, Esmirna, Marietta, Decatur, Montanha de Pedra e Austell. Uma das áreas que as empresas Haitianas dentro deste grande expansão urbana no Moreland Avenue, em Atlanta adequada, onde dois Haitiano de empresas de propriedade de se enfrentam em um pequeno centro comercial. Um número de empresas Haitianas estão localizados em Marietta, mas não dentro de uma estreita faixa de uns com os outros. Além disso, muitos novos Haitianos do Nordeste e da Flórida estão se deslocando para a área de classe média de Gwinnett County, na cidade de lawrenceville. Esta área tem se estabelecido como o centro do Haiti desenvolvimento econômico na área metropolitana de Atlanta com um familiar, a cultura e a atmosfera com grandes escolas, parques e lojas.

### Detroit
Haitianos na área de Detroit não estão localizados em um único bairro ou da cidade. A maior concentração de famílias Haitianas, no entanto, encontra-se no Noroeste de Detroit, dentro de uma área delimitada por Telegraph Road, o Southfield auto-Estrada, a 5 Milhas de Estrada e 8 Mile Road. Localizado dentro da área é Geraldo, um dos dois Católica Romana, as igrejas que participaram de Detroit Haitianos. Sagrado Coração, o outro, está localizado próximo ao centro de Detroit. Também não muito longe do centro da cidade, na Ferry Street, em Detroit, o distrito dos museus, perto de Universidade Estadual de Wayne, é outra instituição chave da comunidade Haitiana, o Espoir Centro para o Caribe Artes e da Cultura.

### Washington, D.C.
Haitianos na área metropolitana de Washington são encontrados na cidade e em áreas periféricas, em Virgínia e Maryland. Embora Washington Haitianos que estão espalhados na região, o único local com a maior concentração de Haitiano-Americanos é a área suburbana de Silver Spring, Langley Park e Hyattsville, Maryland, a casa do futuro ISU presidente Sebi. Como evidência desse fato, não são apenas as instituições Haitianas, como Yon-Yon do negócio de restauração, mas também pode-se ocasional ouvir Crioulo em lojas e lojas nesta parte do Condado de Montgomery e nas proximidades de Prince George's County.

### Mortes
Na primavera de 2007, um saveiro superlotado, com pelo menos 160 passageiros esquerda 82 mortos. Alguns dos mortos eram comidos por tubarões dizem os sobreviventes. Em Maio de 2009, nove imigrantes Haitianos foram mortos quando um barco carregado com cerca de 30 passageiros naufragou. 124 imigrantes Haitianos foram repatriados para o Haiti, depois de tentar chegar aos Estados Unidos. A guarda costeira dos EUA informou que um 60 metros (200 pé) de barco foi interceptado no final de julho de 2009. Cerca de 200 imigrantes Haitianos estavam a bordo de um navio que naufragou na terça-feira, 28 de julho de 2009, matando ao menos 11. A Guarda Costeira dos EUA resgatado 113 sobreviventes em águas rasas fora as ilhas Turks e Caicos Ilhas do litoral. Os relatórios dizem que os migrantes podem pagar até us $500 para corretores de uma oportunidade para viajar nesses barcos. O navio tinha lançado cerca de três dias atrás. O navio bateu em um recife de como eles direcionais de distância de uma polícia embarcação na tentativa de se esconder. Os feridos estão sendo tratados em um Ilhas do Caribe hospital. Lt-Cdr Mateus Moorlag da Guarda Costeira dos EUA informou que aproximadamente mais de 100 são imigrantes ilegais.

### Canadá
Na década de 1950, a população Haitiana no Canadá só numeradas na década de quarenta. A emigração dos Haitianos em mais números substanciais começou com a sangrenta ditadura de François Duvalier, no início da década de 1960. Com a maioria dos Haitianos ser capaz de falar francês, o Canadá é um dos destinos naturais como o francês é uma Canadá duas línguas oficiais de lado inglês. A diáspora Haitiana, incluindo a todos os emigrantes e seus descendentes imediatos, é estimado um número perto de 213.000.
Muitos escolheram o Canadá como seu novo lar, especificamente Quebec, para a lingüística e a motivos religiosos. Em vir para o Canadá, profissionais Haitianos tiveram muitas vezes de ignorar um Duvalier lei proibindo-os a deixar o Haiti. Frequentemente, eles foram forçados a fugir do Haiti, com documentos falsos e sem prova legal de identidade. Após a chegada no Canadá eles iriam declarar o seu estatuto de refugiados políticos. A tendência da língua francesa imigrantes Haitianos para o Canadá foi para resolver em Quebec—95% deles. Em 1965, cerca de 2.000 Haitianos tinham chegado. O período que abrange o final dos anos 1960 até a década de 1970 viu uma mudança drástica no volume e no fundo dos imigrantes Haitianos. Este foi o início do êxodo massivo em resposta ao regime de Duvalier.
Os haitianos foram atraídos para o Canadá por causa de sua tolerante com as leis de imigração – visitantes estrangeiros, que chegam apenas com um visto de turista, mais tarde poderia aplicar para pousou a condição de imigrante, enquanto no Canadá. O canadá também realizou um Édenqualidade de vida para os Haitianos, uma imagem pintada por amigos, já em Quebec quem enviou relatórios de casa que o emprego era abundante e bem pagos. De 1973 a 1976, em média, aproximadamente 3.000 Haitianos foram admitidos para o Canadá a cada ano, com um pico de 4,750 em 1974. A liquidação dos Haitianos no Canadá no final do êxodo foi que se estima ter atingido 45,070, de acordo com a Cidadania e Imigração do Canadá.[carece de fontes?]
75 000 pessoas nascidas no Haiti chegaram no Québec, entre os anos de 1961 e 2006, de acordo com a organização comunitária Maison d'Haiti com base em Montreal.[carece de fontes?]
Michaëlle Jean, o ex - governador-geral do Canadá, é um imigrante Haitiano que veio para o Canadá com sua família, com a idade de 11.

### Montreal
Os primeiros imigrantes Haitianos, aqueles que vieram entre 1960 e 1970, eram geralmente da elite Haitiana. Eles vieram de uma vida confortável em termos de seu estatuto social e profissional. A maioria eram médicos, acadêmicos, professores e prosseguiu a carreira em profissões liberais. Em 1965, Canadá recebidos 38 Haitianos nesses campos. Em 1966, o número aumentou para 42. Quase não Haitianos da classe trabalhadora emigrou durante o mesmo período.[carece de fontes?]
Os Haitianos de formação profissional, recebeu as boas-vindas em sua nova casa. Sua experiência era necessária e eles encontraram trabalho imediatamente. A maioria tem um nível de educação que foi maior do que a da média Québécois. Na época, os médicos, educacionais e de sectores da função pública de Quebec, a sociedade foram se expandindo. Os haitianos que estavam na demanda e preenchida uma lacuna na força de trabalho.

### Ottawa, Ontário
Há um número estimado de 20.000 pessoas de ascendência Haitiana na Região da Capital Nacional (incluindo Ottawa e Gatineau). Esta pequena comunidade de Haitiano-Canadenses tende a ser mais bilíngue de seus Quebec primos. Não era um Haitiano-Canadenses vereador da cidade, em Gatineau, QC: Mireille Apollon. Ela se aposentou, em 2018, depois de ser eleito duas vezes. Há anual de música do Haiti e cultura festival, chamado de Festival Haiti en fête, no Leste-Ottawa subúrbio de Orléans, onde um número significativo de Haitiano-Canadenses famílias vivem.[carece de fontes?]

## Brasil
O ano de 2010 marcou o início da imigração haitiana no Brasil. A chegada dos Haitianos através de Tabatinga, no Amazonas, começou a ser notado em fevereiro de 2010, logo após o terremoto, que sacudiu violentamente o Haiti, e em particular a capital, Porto Príncipe. A catástrofe matou mais de 150.000 pessoas e deixou cerca de 300 000 deslocados internos.
A presença de haitianos no Brasil era quantitativamente inexpressiva até então; de acordo com dados do IBGE, em 1940, 16 haitianos viviam no Brasil; em 1950-21; em 1960-159; em 1970-90; em 1980-127; em 1991-1981; em 2000-15; e em 2010 - 36 pessoas.
Com a presença no Haiti, da Missão das Nações Unidas para a Estabilização do Haiti - MINUSTAH, liderada pelo Brasil desde 2004, os haitianos passaram a ver o Brasil como um ponto de referência. Após o terremoto de 2010, que desencadeou uma grande onda de emigração no Haiti, o Brasil se tornou um dos destinos preferenciais dos migrantes, dada a dificuldade de entrada em países tradicionais de emigração (Estados Unidos, Canadá, República Dominicana, França, etc.). .). Atualmente, cerca de 50 a 100 Haitianos que entram no país não documentada pelo estado do Acre.
Em 2015 e 2016, devido à crise político-econômica enfrentada pelo Brasil, muitos haitianos estão retornando para o Haiti, ou indo para outros países, tais como Chile, Peru e Estados Unidos.
De acordo com o governo do Acre, desde dezembro de 2010, cerca de 130.000 haitianos entraram a fronteira Peruana com o estado. De acordo com o delegado Carlos Frederico Portella Santos Ribeiro, da Polícia Federal (PF), entre janeiro e setembro de 2011, havia 6 mil e, em 2012, 2,318 Haitianos que entraram sem documentos no Brasil.
Os haitianos chegam à Brasileia, no Acre, de ônibus, e dirigem-se à delegacia de polícia para solicitar visto de refúgio, através do preenchimento de um questionário na sua própria língua, e sendo entrevistado por policiais. A Polícia Federal emite um protocolo preliminar  que faz com que "os requerentes de asilo", obtendo os mesmos direitos como cidadãos Brasileiros, tais como o acesso à saúde e educação. Eles também podem obter uma autorização de trabalho, passaporte e CPF, e são oficialmente registrados no país.
Após o registro na Polícia Federal, a documentação vai para o Comitê Nacional para os Refugiados (Conare) e o Conselho Nacional de Imigração (Cnig), que abre um processo para avaliar a concessão de residência permanente por razões humanitárias, válido por até 5 anos . Os haitianos não são considerados refugiados no Brasil. Sob a legislação Brasileira, o refúgio só pode ser concedido a qualquer pessoa que comprove estar sofrendo perseguição no seu país por étnicos, religiosos ou políticos. No entanto, devido à crise humanitária provocada pela catástrofe de 2010, o governo brasileiro abriu uma exceção, concedendo-lhes um visto distinto.
Em abril de 2013, o governo do Acre decretou  situação de emergência social nos municípios de Epitaciolândia e Brasiléia, como consequência da chegada dos imigrantes nestes locais, em sua maioria haitianos. Por meses, um abrigo de emergência para os imigrantes esteve em funcionamento em Brasiléia. Em abril de 2014, devido à inundação do Rio Madeira, este abrigo já sobrecarregado teve de ser fechado, deixando desabrigados não apenas os haitianos, mas também imigrantes de outros países, tais como Senegal, Nigéria, República Dominicana e de Bangladesh .
A situação indocumentada dos imigrantes é em grande parte uma consequência de exigências burocráticas impostas pelo Ministério dos Negócios Estrangeiros para a entrada de estrangeiros no país. Além de haitianos, migrantes de outros países começaram a usar a fronteira entre Assis Brasil e a cidade Peruana de Iñapari como a porta de entrada para o Brasil.
Como resultado do fechamento do abrigo de Brasileia, no Acre, o governo mudou os imigrantes para a capital, Rio Branco, alocando-os em um novo abrigo improvisado.
Nos dias 8 e 9 de abril de 2014, a cidade de São Paulo, recebeu uma chegada massiva de haitianos, sem aviso, em ônibus fretados pelo governo do Acre, o que atraiu a atenção da imprensa, da sociedade civil e de várias organizações humanitárias. Ao chegar na cidade de São Paulo, muitos deles procuram a Missão Paz, uma ONG ligada ao Cuidado Pastoral dos Migrantes.
Fundada por religiosos scalabrinianos, a Missão Paz atua na paróquia de Nossa Senhora da Paz, no bairro do Glicério. Desde 1939, em atividade, a Missão recebe 110 imigrantes diariamente, e de 60 a 70 nacionalidades por ano. 650 haitianos foram acolhidos pela Missão Paz entre 7 de abril e 11 de Maio de 2014. A organização atua com migrantes (internos e externos) e refugiados de todo o mundo desde a sua fundação.
O padre Paolo Parise, coordenador da Missão, enfatiza a necessidade de o Brasil ter uma clara e humanista lei de imigração, substituindo a Lei 6,815, datada de 19 de agosto de 1980 (Estatuto do Estrangeiro), "legado da época da ditadura ". De acordo com ele, o país não tem de fato uma política de migração, e o Estado - e não as organizações da sociedade civil - deve ser o protagonista em ações em favor dos migrantes.
Os haitianos saem de seu país e de suas famílias, principalmente em busca de trabalho. "Nós não acreditamos que existam oportunidades na ilha, no Brasil tudo é mais fácil e é o único lugar que está a receber os Haitianos com a humanidade; em outros países, é um inferno. ", diz Kenny Michaud, que estava em São Paulo há cinco meses. Em geral, os imigrantes precisam de  trabalho para manter-se e também precisa enviar dinheiro para suas famílias no Haiti.
De acordo com dados da CIA, em 2012, os emigrantes enviaram o equivalente a 22% do produto interno bruto (PIB) do Haiti aos seus parentes. Antes do terremoto de 2010, que destruiu a infraestrutura do país e provocou a onda de emigração, o impacto das remessas no PIB não chegou a 16%. De acordo com o Banco Mundial, o valor das remessas internacionais para o Haiti chegou a US $ 1.82 bilhões em 2012 (antes do terremoto, estava com menos de US $ 1,3 bilhão). O Banco Central do Brasil diz que não tem informações sobre o valor remetido por pessoas físicas ou jurídicas, existe desde 2010, mas os Haitianos que trabalham no Brasil dizem que eles enviam, em média, R $ 500 por mês para os membros da família

## Cuba
Crioulo haitiano e cultura entrou pela primeira vez em Cuba, com a chegada de imigrantes Haitianos no início do século XIX. O Haiti era uma colônia francesa, e dos anos finais do 1791-1804 Revolução Haitiana trouxe uma onda de colonos franceses e a sua Haitiana escravos para Cuba. Eles vieram, principalmente, para o oriente, e especialmente de Guantánamo, onde os franceses, mais tarde, introduziu a cana de cultivo, construído refinarias de açúcar e desenvolvido plantações de café. Por 1804, cerca de 30.000 francês estavam vivendo em Baracoa e Maisí, o mais oriental dos municípios da província. Mais tarde, os Haitianos continuam a vir para Cuba para trabalhar como braceros (mão trabalhadores, da palavra em espanhol, brazo, que significa "braço") nos campos do corte da cana. De vida e de condições de trabalho não eram muito melhores do que a escravidão. Embora eles planejavam retornar ao Haiti, a maioria permaneceu em Cuba. Durante anos, muitos Haitianos e seus descendentes em Cuba não se identificam como tal, ou falar Crioulo. Na parte oriental da ilha, muitos Haitianos que sofreram discriminação. Mas, de acordo com o regime de Castro, desde 1959, quando ele assumiu, esta discriminação tem parado.
O Crioulo haitiano é o segundo idioma mais falado em Cuba, onde mais de 300.000 imigrantes Haitianos falam. Ele é reconhecido como um idioma em Cuba, e um considerável número de Cubanos falam fluentemente. A maioria desses alto-falantes nunca foram para o Haiti e não possuem ascendência Haitiana, mas simplesmente aprendi que em suas comunidades. Além de províncias orientais, existem também comunidades em Ciego de Ávila e Camagüey províncias, onde a população ainda mantém Crioulo, sua língua materna. Aulas em Crioulo são oferecidos em Guantánamo, Matanzas e a Cidade de Havana. Além disso, há um Crioulo Haitiano estação de rádio que operam em Havana.